# Aleutian Arc
Aleutian Arc (dansk: Aleutiske Bue) er en stor vulkansk bue (en) i den amerikanske delstat Alaska. Den består af en række aktive og sovende vulkaner, der er dannet som et resultat af subduktion langs Aleutergraven. Selvom den har navn fra øgruppen Aleuterne, er dette udtryk en geologisk gruppe snarere end en geografisk, og Aleutian Arc strækker sig gennem Alaska-halvøen efter Aleutian Range til Aleutian Islands. 
Den Aleutiske bue afspejler subduktion af Stillehavspladen under den nordamerikanske plade. Det strækker sig over 3.000 km fra Kamchatka-halvøen i vest til Alaska-bugten i øst. Unimak Passet i den sydvestlige ende af Alaska-halvøen markerer den østlige overgang fra en oceanisk i vest til en kontinental bue i øst. 

## Vulkaner
Vulkaner inden for denne bue omfatter:
- Mount Adagdak
- Mount Akutan
- Mount Amak
- Mount Amukta
- Mount Aniakchak
- Augustine Volcano
- Black Peak
- Bogoslof Island
- Mount Carlisle
- Mount Chiginagak
- Cleveland Volcano
- Cold Bay Volcano
- Mount Dana
- Davidof Volcano
- Mount Denison
- Devils Desk
- Mount Douglas
- Mount Dutton
- Mount Emmons
- Fourpeaked Mountain
- Mount Frosty
- Gareloi Volcano
- Great Sitkin
- Mount Gilbert
- Mount Griggs
- Hayes Volcano
- Mount Iliamna
- Isanotski Peaks
- Mount Kaguyak
- Mount Kanaga
- Kasatochi Island
- Mount Katmai
- Mount Kialagvik
- Kiska
- Korovin Volcano
- Mount Kukak
- Mount Kupreanof
- Mount Mageik
- Makushin Volcano
- Mount Martin
- Novarupta
- Nunivak Island
- Mount Okmok
- Mount Pavlof
- Pavlof Sister
- Pogromni Volcano
- Mount Recheshnoi
- Mount Redoubt
- Saint Paul Island
- Mount Seguam
- Segula Island
- Semisopochnoi Island
- Mount Shishaldin
- Snowy Mountain
- Mount Spurr
- Mount Steller
- Tanaga
- Trident Volcano
- Ugashik-Peulik
- Mount Veniaminof
- Mount Vsevidof
- Mount Westdahl
- Yantarni Volcano